# Cratere Peek
Peek è un cratere lunare di 12,55 km situato nella parte nord-orientale della faccia visibile della Luna.